# Gyrtona brunneomaculata
Gyrtona brunneomaculata är en fjärilsart som beskrevs av Embrik Strand 1917. Gyrtona brunneomaculata ingår i släktet Gyrtona och familjen nattflyn. Inga underarter finns listade i Catalogue of Life.